# 스쿠데리아 페라리

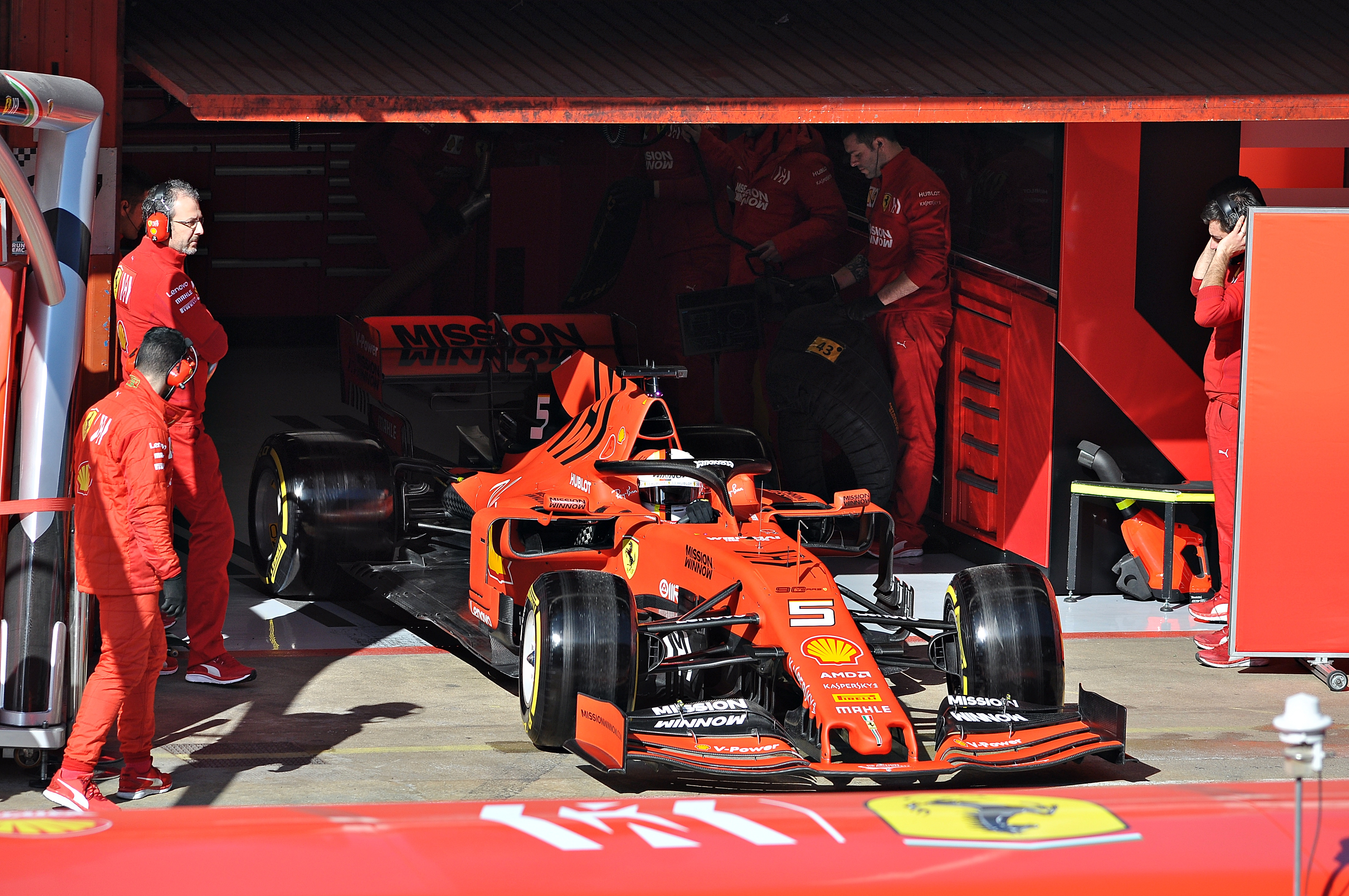

스쿠데리아 페라리 S.p.A.(이탈리아어: Scuderia Ferrari S.p.A. , 이탈리아어: [skudeˈriːa ferˈraːri])는 이탈리아의 자동차 경주 팀이다. 유명 스포츠카 제작 업체인 페라리에 소속되어 있으며, 포뮬러 원을 비롯한 여러 자동차 경주에 참여하고 있다.
1929년 엔초 페라리에 의해 창설된 이 팀은 1947년 페라리가 자동차를 자체 생산하기 전까지 알파 로메오에서 제작된 차량으로 경주에 참여했다. 이후 페라리는 현재까지 가장 오래된 그랑프리 경주 팀으로 남아 있으며, 포뮬러 원에서 15회의 드라이버 챔피언십 우승, 16회의 컨스트럭터 챔피언십 우승 기록을 보유하여 양쪽 모두에서 가장 많은 우승 기록을 갖고 있다.
이 팀에서 드라이버 챔피언십을 우승한 드라이버로는 알베르토 아스카리, 후안 마누엘 판지오, 마이크 호손, 필 힐, 존 서티스, 니키 라우다, 조디 쉑터, 미하엘 슈마허, 키미 래이쾨넨이 있다.

## 같이 보기
- 페라리 박물관